# Балкан експрес 2 (ТВ серија)
Балкан експрес 2 је мини телевизијска серија, из 1989. године. Сценарио је писао Гордан Михић. 
Ова тв серија снимљена је 1988. године, упоредо са филмом Балкан експрес 2, који је био наставак веома успешног филма Балкан експрес из 1983. године. Серија има десет епизода, прва и прва половина друге епизоде прате дешавања из првог дела филма, док други део друге и преосталих осам епизода прате радњу из другог дела филма. 
За разлику од првог дела филма у тв серији и другом делу филма је дошло до глумачке измене па је улогу Попаја уместо Драгана Николића преузео Александар Берчек, улогу Лили уместо Тање Бошковић је преузела Аница Добра, а улогу Бошка уместо Гојка Балетићa преузео Милан Штрљић.

## Радња
Група ситних лопова и варалица лута по местима прерушена у музички састав са именом Балкан експрес. Почиње окупација и они прве месеце рата проводе бринући се једино како ће преживети. Убрзо трагикомичном игром случаја, постају помагачи партизанске диверзије и хероји. После тога им једино преостаје да побегну у други крај земље, са гестаповцима за петама. Уместо мира и спокоја стално упадају у нове ситуације.

## Улоге

### Главне
| Глумац            | Улога          |
| ----------------- | -------------- |
| Бата Живојиновић  | Стојковић      |
| Бора Тодоровић    | Пик            |
| Александар Берчек | Попај          |
| Оливера Марковић  | Тетка          |
| Аница Добра       | Лили           |
| Бранко Цвејић     | Костица        |
| Радко Полич       | Капетан Дитрих |

### Епизодне
| Глумац                   | Улога                |
| ------------------------ | -------------------- |
| Предраг Живковић Тозовац | Певач                |
| Богдан Диклић            | Ернест               |
| Ратко Танкосић           | Келнер               |
| Мило Мирановић           | Качаревић            |
| Синиша Ћопић             | Герд                 |
| Соња Јосић Стипић        | Либекова секретарица |

## Епизоде
| Сезона | Епизода | Назив | Датум             |
| ------ | ------- | ----- | ----------------- |
| 1      | 1       | /     | 15.октобра 1989.  |
| 1      | 2       | /     | 22.октобра 1989.  |
| 1      | 3       | /     | 29.октобра 1989.  |
| 1      | 4       | /     | 5.новембра 1989.  |
| 1      | 5       | /     | 12.новембра 1989. |
| 1      | 6       | /     | 19.новембра 1989. |
| 1      | 7       | /     | 26.новембра 1989. |
| 1      | 8       | /     | 3.децембра 1989.  |
| 1      | 9       | /     | 10.децембра 1989. |
| 1      | 10      | /     | 17.децембра 1989. |